# Hilferufe von drüben (Verein)
Hilferufe von drüben war ein von Claus Peter Clausen und Gerhard Löwenthal gegründeter Verein, der sich für die Menschenrechte der DDR-Bürger einsetzte.

## Gründung
Infolge der Absetzung der gleichnamigen Sendereihe als Bestandteil des ZDF-Magazins wurde der Verein mit Sitz in Lippstadt gegründet.

## Tätigkeit
Der Verein sollte die Tätigkeit der abgesetzten Sendereihe weiterführen, also über Menschenrechtsverletzungen des Regimes in Ost-Berlin aufklären und auch konkrete Hilfe leisten.
Zur Information der bundesdeutschen Bevölkerung wurde ab dem Jahr 1978 eine Quartalszeitschrift mit dem Titel Hilferufe von drüben. Zeitung für die Opfer der kommunistischen Diktatur in der DDR herausgegeben, die von Clausen, einem Journalisten aus Lippstadt, redigiert wurde. Nach dem Ende der DDR erschien die Zeitschrift, teils in unregelmäßigen Abständen, weiter. Sie wollte nun, nach eigener Angabe, die unzureichende Aufarbeitung des in der DDR geschehenen Unrechts aufdecken und den Opfern des Kommunismus eine Stimme geben. 2009 kam die letzte Ausgabe heraus.

## Organisation und Vorstand
Vorsitzender waren zuerst Gerhard Löwenthal und später Claus Peter Clausen. Wegen der Gefahr einer Unterwanderung vermied man es bewusst, viele ordentliche Mitglieder aufzunehmen.
Zum Verein gehörten als ordentliche Mitglieder neben dem Ersten Vorsitzenden Gerhard Löwenthal u. a. noch Fritz Schenk als stellvertretender Vorsitzender, Claus Peter Clausen, Friedrich Mönckmeier und Helmut Kamphausen an.
Fritz Schenk wurde von Löwenthal in die Redaktion des ZDF-Magazins geholt, weil dieser direkt aus dem Inneren der DDR-Führung kam, denn er war vor seiner Flucht in den Westen Sekretär von Bruno Leuschner, dem stellvertretenden Ministerpräsidenten der DDR.
Claus Peter Clausen beteiligte sich an Hilferufe von drüben, weil ihn Heinz Vielain, der damalige Bonner Chefkorrespondent der Welt am Sonntag, mit Gerhard Löwenthal zusammenbrachte und beide derselben politischen Überzeugung waren.